# Мазікіно
Мазі́кіно (рос. Мазикино, марій. Шикшансола) — присілок у складі Кілемарського району Марій Ел, Росія. Входить до складу Ардинського сільського поселення.

## Населення
Населення — 198 осіб (2010; 209 у 2002).
Національний склад (станом на 2002 рік):
- марі — 99 %